# Igor Arenaza
Igor Arenaza Chinchurreta (Arechavaleta, 11 de febrero de 1974) es un exfutbolista español que se desempeñaba como delantero.

## Clubes
| Club            | País   | Año       |
| --------------- | ------ | --------- |
| Bilbao Athletic | España | 1992-1994 |
| S. D. Eibar     | España | 1994-1999 |
| C. D. Logroñés  | España | 1999-2000 |
| S. D. Eibar     | España | 2000-2001 |
| Motril C. F.    | España | 2001-2002 |
| Barakaldo C. F. | España | 2003      |
| Mérida U. D.    | España | 2004      |